# Het oestereetstertje
Het oestereetstertje, ook wel getiteld Meisje, oesters aanbiedend, is een klein schilderij van de Hollandse kunstschilder Jan Steen, olieverf op paneel, 20,4 x 15,1 centimeter groot met halfronde bovenkant, gemaakt rond 1658-1660. Het toont een jonge vrouw die een oester met zout besprenkelt, terwijl ze verleidelijk naar buiten het schilderij kijkt. Het bevindt zich sinds 1936 in de collectie van het Mauritshuis te Den Haag.

## Afbeelding
Het model op Het oestereetstertje draagt een fluwelen jas en heeft een van lintjes gemaakt diadeem in het roodkleurig haar. Op de tafel met het blauwe tafelkleed liggen vijf oesters en een half opgegeten broodje op een zilveren schaal. Verder staan er op de tafel een Delfts blauwe kruik, waarop vogeltjes staan afgebeeld, een glas met witte wijn, peper, zout en een mes. In de ruimte achterin staat een bed met een gesloten gordijn. In deze keuken, zichtbaar door de open deur, staan een man en een vrouw nog meer oesters klaar te maken. Boven hen is een deel van een schilderij te zien met een persoon naast een boom en een rivier.

## Duiding
Steen portretteert de oestereetster als een schalkse en ondeugende vrouw, mogelijk zelfs bedoeld als prostituee. Verleidelijk glimlachend kijkt ze naar buiten het schilderij. Ze strooit wat zout op een oester en biedt deze als het ware aan de kijker aan. Oesters werden ook toen al gezien als lustopwekkend. De gesloten gordijnen voor het bed op de achtergrond wijzen subtiel in die richting: alles kan open. Het doorkijkje naar de keuken waar nog meer oesters worden bereid lijkt uit te drukken: "Laat je niet weerhouden, er is meer dan genoeg".
De gelovige Steen brengt voorts in het schilderijtje op subtiele wijze een aantal godsdienstige elementen aan. Het gebroken brood dat verwijst naar de Heilige Communie en de drie oesters die in een driehoek liggen verwijzen naar de Heilige Drievuldigheid. Deze elementen dragen een moralistische boodschap in zich, zoals Steen dat deed in de meeste van zijn werken: het vlees is zwak, maar God is overal en hij ziet alles.

## Uitwerking
Het oestereetstertje is bedoeld om van dichtbij te bekijken, hetgeen de schilder door het kleine formaat ook afdwingt. Met die nabijheid creëert Steen een gevoel van intimiteit, maar het dwingt hem tegelijkertijd tot een nauwgezette uitwerking. De vogels op de kruik zijn scherp uitgetekend, de zoutkorrels zijn zichtbaar, het fluwelen jasje lijkt bijna aaibaar. De weergave is sterk realistisch. De structuurlijnen in het werk zijn dusdanig dat de aandacht direct getrokken wordt naar de oester in de hand van het meisje. Dit wordt nog versterkt door het kleurgebruik, waarmee Steen een donkere achtergrond laat contrasteren met de rode fluwelen mantel, de boord van helderwit bont, het glinsterende haarlint, de zachte lichtgetinte huid met een felle blos op de wangen en de vochtige oesters. Ook de lichtinval, die van boven lijkt te komen, is volledig gericht op de oester en het gezicht van de vrouw.
Het oestereetstertje is een redelijk uitzonderlijk werk in het oeuvre van Steen, niet alleen door de kleine omvang (het is altijd gehouden voor het kleinste schilderij dat Steen ooit schilderde), maar ook door de relatieve rust en innigheid. Bij uitstek toont het echter zijn meesterschap, zichtbaar tot in het kleinste detail.

## Herkomst
Kunstverzamelaar Pieter Locquet uit Amsterdam verkocht het op 22 september 1783, op een veiling in Amsterdam, voor 501 gulden aan koopman-dichter Pieter van Winter. Later ging het werk over op diens dochter Lucretia Johanna van Winter en belandde het in 1822, door haar huwelijk met Hendrik Six van Hillegom, in de bekende verzameling Six. Het kwam vervolgens toe aan Jan Pieter en Pieter Hendrik Six van Vromade, tot 1899/1905. Vervolgens kwam het tot 1926 in handen van Jan Pieters zoon professor Jan Six. Op 16 oktober 1928 werd het op een veiling te Amsterdam voor 190.000 gulden verworven door kunsthandelaar mr. Nicolaas Beets (1878-1963), voormalig onderdirecteur van het Rijksprentenkabinet, voor de ondernemer Sir Henri Deterding, directeur van de Koninklijke Shell, die het in 1936 schonk aan het Mauritshuis. Daar is het schilderij nog steeds te bezichtigen.